# Mieczysław Nowicki
Pour les articles homonymes, voir Nowicki.

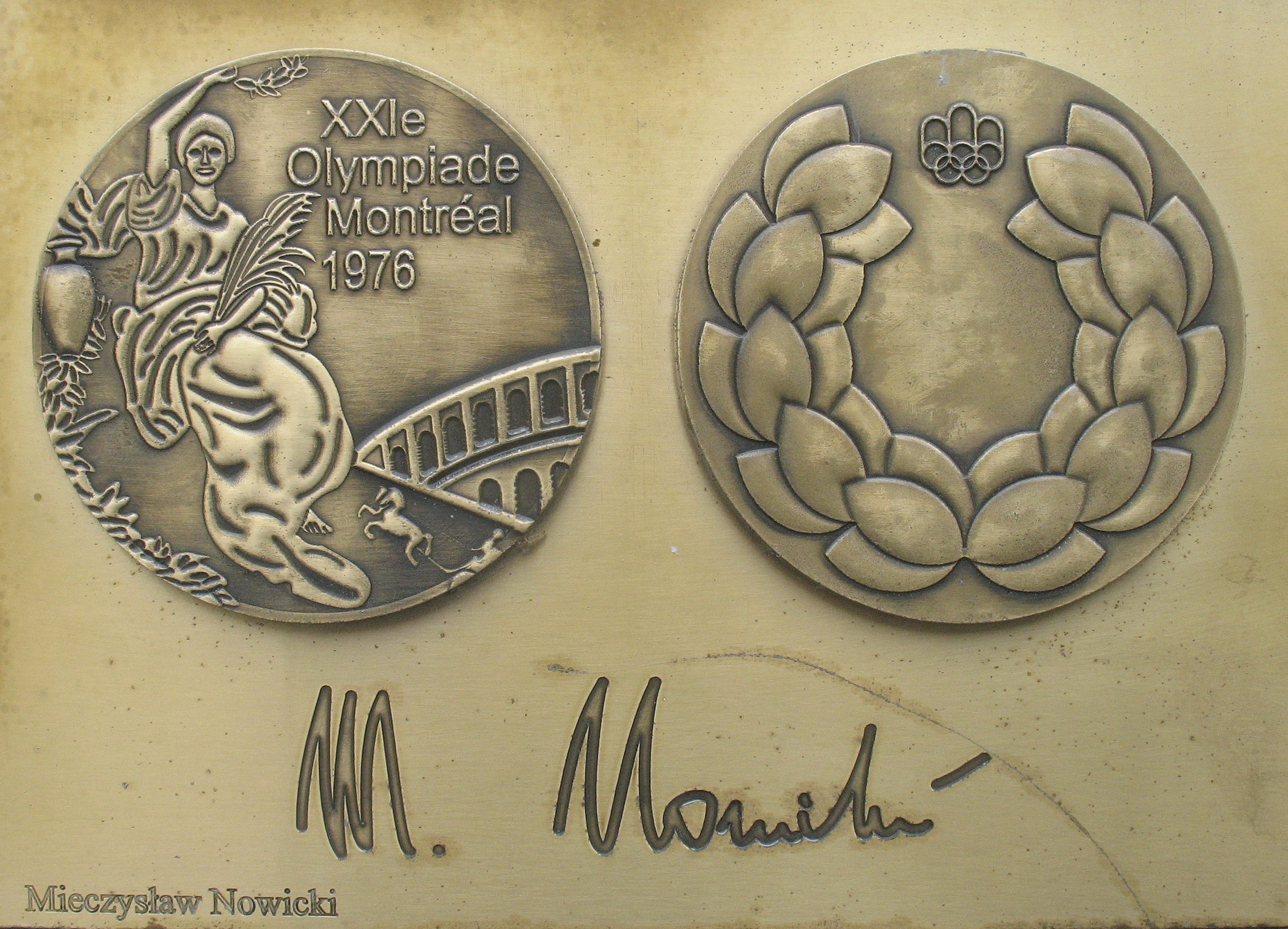
Médaille et autographe de Mieczyslaw Nowicki -

Mieczysław Paweł Nowicki, né le 26 janvier 1951 à Piątek dans la voïvodie de Łódź, est un coureur cycliste polonais des années 1970. Il a notamment été champion du monde du contre-la-montre par équipes en 1975. Il a représenté la Pologne lors des Jeux olympiques de 1972 et de 1976. Lors de ces derniers, il a obtenu la médaille de bronze de la course en ligne et la médaille d'argent du contre-la-montre par équipes.
Après la fin de sa carrière sportive, il a créé une entreprise. De 1995 à 2000 il est directeur de la Course de solidarité et des joueurs olympiques (Wyścig Solidarności i Olimpijczyków). De 2001 à 2002, il dirige avec rang de ministre l'Office polonais de la culture physique et des sports. Aux élections sénatoriales de 2001 où il est candidat sur une liste du Blok Senat 2001, il échoue à obtenir un mandat. 
Le 30 août 1999, il est décoré de la croix d'officier de l'Ordre Polonia Restituta. 
Le 14 juillet 2013, il reçoit des mains du consul général de France à Cracovie le titre de Roi du vélo 2013-2014 décerné par l'Académie royale du vélo de Cracovie.

## Palmarès sur route
- 1970
  - 2e du championnat de Pologne du contre-la-montre
- 1971
  - 3e du championnat de Pologne du contre-la-montre
- 1972
  - 4e du contre-la-montre par équipes des Jeux olympiques
- 1973
  - 11eb étape du Tour d'Algérie (contre-la-montre)
  - 4e étape de la Scottish Milk Race
  - 3e du Tour du Loir-et-Cher
- 1974
  - 7e étape du Tour de Pologne
- 1975
  -  Champion du monde du contre-la-montre par équipes (avec Tadeusz Mytnik, Ryszard Szurkowski, Stanisław Szozda)
  - Scottish Milk Race
- 1976
  - Tour de Rhénanie-Palatinat
  - 4e étape du Dookoła Mazowsza
  - 2e du championnat de Pologne sur route
  -  Médaillé d'argent du contre-la-montre par équipes des Jeux olympiques
  -  Médaillé de bronze de la course en ligne des Jeux olympiques
- 1977
  - 8e étape de la Milk Race
  -  Médaillé de bronze du championnat du monde du contre-la-montre par équipes
  - 3e du Tour de Rhénanie-Palatinat
- 1978
  - 10e étape du Tour d'Autriche
- 1979
  - 2e du Tour du Hainaut occidental

## Palmarès sur piste
- 1970
  -  Champion de Pologne de poursuite individuelle
  -  Champion de Pologne de poursuite par équipes (avec Wojciech Kowalski, Wacław Latocha et Tadeusz Szpak)
- 1971
  - 3e du championnat de Pologne de poursuite individuelle
- 1972
  -  Champion de Pologne de poursuite individuelle
- 1974
  -  Champion de Pologne de poursuite par équipes (avec Jerzy Klat, Marian Majkowski et Marek Olejarczyk)
- 1979
  - 3e du championnat de Pologne de poursuite par équipes